# Kirchhain
Kirchhain er en by i Landkreis Marburg-Biedenkopf  i den tyske delstat Hessen. Den ligger ved floderne Ohm, Wohra og Klein.

## Geografi
Kirchhain ligger i  Mittelhessen ved norøstranden af  Amöneburger Bæknet. Hovedbyen ligger  12 km øst for Marburg, nordøst for stedet  hvor  Wohra løber ud i  Ohm.
Højeste punkt i kommunen er det mod nord liggende 380 meter høje Burgholz der har et udsigtstårn på toppen;her ligger også landsbyen med samme navn. Burgholz er den sydvestligste udløber af  Gilserberger Höhen. Også den nordøstligste landsby, Emsdorf der er 300 moh. ligger  på dette højdedrag, på hvis sydskråninger også landsbyen Langenstein (270 moh.) og den nordligste del af byen Kirchhain (op til 280 moh.) ligger.
Nordvest for hovedbyen, langs med  Wohra og dend sydlige del af  Burgwald ligger landsbyerne Himmelsberg og Sindersfeld i omkring 280 meters højde. Her ligger også statsskoven  Rauschenberg, som også den nordlige del af skovene ved  Burgholz hører til.
Øst for byen fører Bundesstraße B 454 mod Stadtallendorf. 
Området vest og syd for byen er et landbrugsområde på Amöneburger Bækken der kun brydes af  basaltkeglen med Amöneburg, 3 km syd for hovedbyen Kirchhain. Her ligger de øvrige landsbyer i kommunen i en højde af mellem 190 og 220 meter.

### Nabokommuner
Nabokommuner er, mod nord Rauschenberg, mod øst  Stadtallendorf, mod syd Amöneburg,  mod sydvest Ebsdorfergrund, mod vest  Marburg og mod mordvest Cölbe. 
Alle nabokommuner ligger i Landkreis Marburg-Biedenkopf.

### Inddeling
Ud over hovedbyen Kirchhain med ca. 8.300 indbyggere, fordeler yderligere 8.900 mennesker i 12 landsbyer og deres omgivelser:
| - Anzefahr - Betziesdorf - Burgholz - Emsdorf - Großseelheim - Himmelsberg | - Kleinseelheim - Langenstein - Niederwald - Schönbach - Sindersfeld - Stausebach |